# 老虎頭
老虎頭（英語：Lo Fu Tau）是香港大嶼山的一座山峰，高度為海拔465米。老虎頭處於大嶼山東北部，白芒以東，梅窩以北，愉景灣以西，其附近範圍被劃入北大嶼山郊野公園（擴建部分）之內。

## 名稱
老虎頭山頂以下的一塊大岩石外貌就像一隻猛虎的頭部，加上怪石嶙峋及凶險的碎石斜坡，故而得名。

## 地理及生態
老虎頭主要由花崗岩組成。山峰低處有樹林。

## 旅遊
由於老虎頭地勢高，從山頂可眺望梅窩，愉景灣等大嶼山多個地區，以及屯門、深井、荃灣、九龍、香港、南丫島各處。
愉景灣眺望台至老虎頭山頂的一段山徑俗稱「老虎頭徑」，因斜坡幅度大及砂石滿佈而聞名。

## 圖集

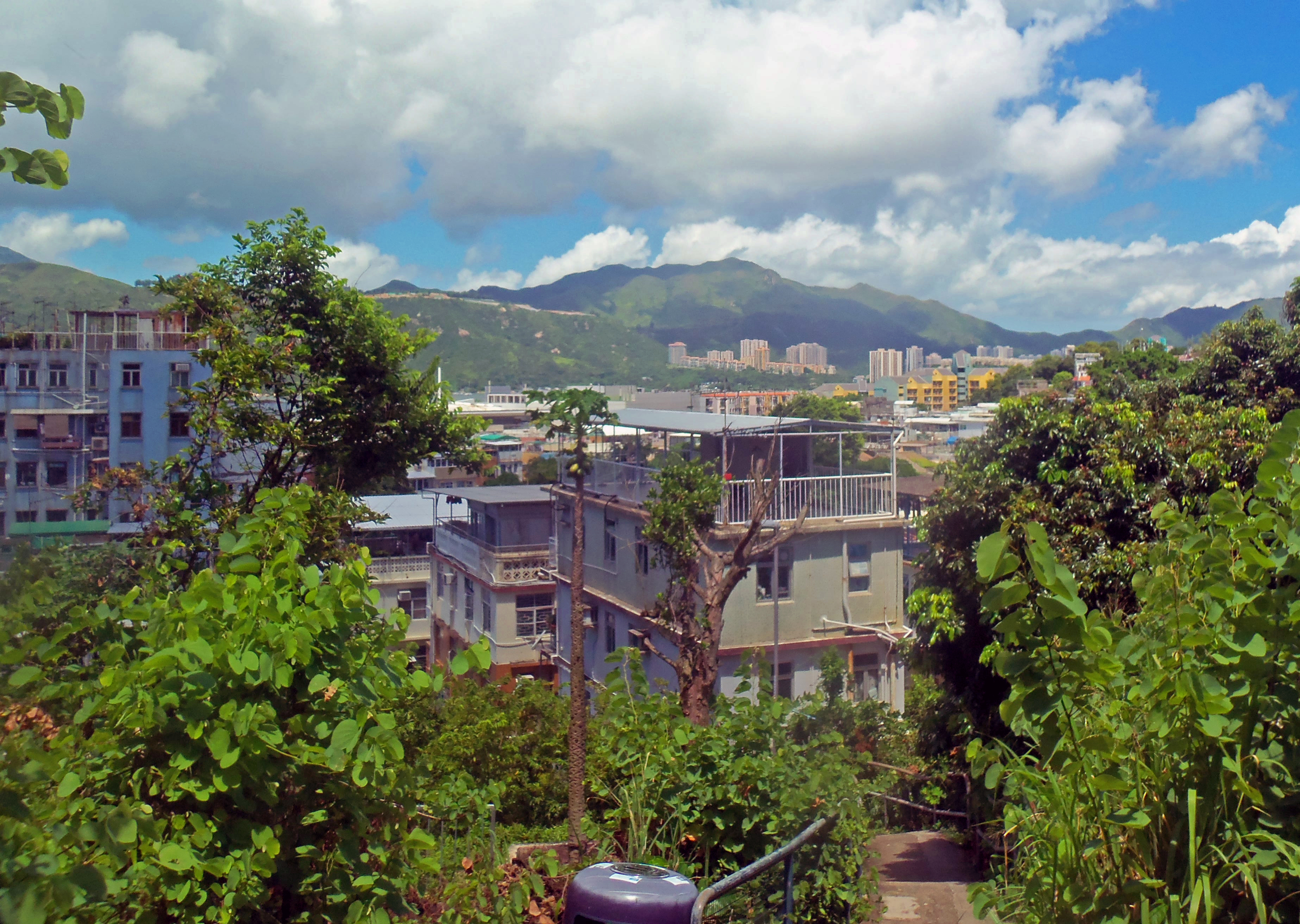
老虎頭

## 鄰近的山峰
- 大東山
- 彌勒山

## 外部参考
1. ↑  . 漁農自然護理署. （原始内容存档于2021-01-20）.
2. ↑  . 山上行.   [2020-05-01]. （原始内容存档于2020-06-28）.
3. ↑  . 香港01. 2020-03-14  [2020-05-01]. （原始内容存档于2021-07-31） （中文（香港））.

## 参見
- 大嶼山
- 愉景灣
- 梅窩